# مود جونسون
مود جونسون (بالإنجليزية: Maud Johnson)‏ هي صحفية أمريكية، ولدت في 1918، وتوفيت في 1985 بسبب سرطان.